# Andelsboende
Andelsboende är att man köper en nyttjanderätt i en bestämd lägenhet i en viss semesteranläggning. Tidsdelning har fått en negativ klang eftersom branschen drabbats av oseriösa företag, som med ofta manipulativa och aggressiva metoder lockar turister att skriva på avtal som de sedan får svårt att ta sig ur. Konsument Europa får många frågor om detta och har även sammanställt en lista över företag som man ska akta sig för.

## Tidsdelningsindustrin
Totalt finns i hela världen 5 425 tidsdelningstillflyktsorter varav omkring 31 procent finns i Nordamerika. Storleken på tidsdelning i USA är väldokumenterad. ARDA International Foundation (AIF), som är forskningsgrenen av American Resort Development Association (ARDA), rapporterar exempelvis att det fanns 1604 tidsdelningstillflyktsorter med 154 439 hotellrum i USA den 1 januari 2006 (AIF 2006). Mindre än sex procent av de amerikanska hushållen äger någon tidsdelning, men antalet tidsdelningsenheter har under många år ökat år från år. Industrins globala omfattning är dock inte lika lätt uppskattad. Interval International, ett av de två stora företagen i branschen, rapporterar att det finns 1 800 tillflyktsorter i nästan 80 länder och att den globala försäljningen 2004 uppgick till nästan 11,8 miljarder dollar (Interval International 2006). Företaget RCI har enligt egen uppgift 4 000 tillflyktsorter i nästan 100 länder. Under 2008-2010 har tidsdelningsindustrin visat vissa tecken på att börja avmattas, vilket kan hänga samman med finanskrisen.